# 政教分離原則
政教分離原則（せいきょうぶんりげんそく）とは、国家と宗教団体の分離の原則をいう。教会と国家の分離原則（英: Separation of Church and State）ともいう。
ここでいう「政」とは、狭義には統治権を行動する主体である「政府」を指し広義には「君主」や「国家」を指す。世界大百科事典は「国家の非宗教性、宗教的中立性の要請、ないしその制度的現実化」と解説する。
フランスに見られる国家による一切の宗教的活動を禁止する厳格な分離（分離型）や、国家が平等に宗教を扱えばよいとする英国に見られる緩やかな分離（融合型） などに分かれる。
政教の分離と信教の自由は不可分であり、信教の自由を制度的に保障していることが政教分離において重要な視点である。
本項では信教の自由との関連、各国における政治と宗教、また国家と教会との関係についても扱う。

## 類型

### 融合型・分離型・同盟型
歴史的条件の違いを反映して、政教分離は国によって様々な形態をとる。1977年にジャック・ロベールの試みた類型化によれば、国家と宗教の関係には融合型、分離型、同盟型がある。
1. 融合型（フランス語: la confusion[13]）は国教型ともされ、バチカン市国、イスラム諸国のほか、イギリス、イタリア、北欧諸国も含まれる[12][14]。
2. 分離型（フランス語: la séparation[13]）のフランスやアメリカ合衆国などにおいては、国家と宗教が完全に分離され、教会は私法上の組織にすぎず、国はその運営に関与しない[11][12]。ただし、分離型とされる中でも、宗教に友好的ないし同調的なタイプ、宗教に非友好的ないし中立的なタイプ、宗教に敵対的なタイプ（フランス語: la séparation hostile[13]、唯物論に立った旧ソビエト連邦など）の3タイプに分かれる[12][15]。井上順孝によれば、ピューリタンの影響を受けて建国されたアメリカ合衆国は友好的なタイプ、19世紀を通じてカトリックの影響力が削がれていったフランスのライシテは中立的なタイプに該当する[15]。また井上修一によれば、国教を禁じるアメリカ合衆国憲法は中立的なタイプに該当する一方、フランスの政教分離はカトリックから抵抗を受け、第一次世界大戦後の友好的な時代を経て、今日は同調的なタイプに変わってきた[12]。
3. 同盟型（コンコルダート型）においては国家と教会は独立しているが一定の協力的制度関係が存在する[12]。同盟型における国家の教会への関与の例としては、司教の任命、司祭の報酬の決定などが挙げられる[13]。ドイツにおいては、教会は憲法上の地位を持って活動するが、政治と競合する領域ではコンコルダート（政教協約）を結んで解決する[11]。

融合型（国教制度）

国教が定められている国
キリスト教
イスラム教
仏教

- マルタ - カトリック（1964年憲法 第2条）
- コスタリカ - カトリック (コスタリカ憲法 第75条)
- モナコ - カトリック (モナコ憲法 第9条)
- イングランド - イングランド国教会（聖公会）
- スコットランド - 長老派教会
- アイルランド - アイルランド教会
- ウェールズ - ウェールズ教会
- デンマーク - ルター派教会（1953年憲法 第4条）
- ノルウェー - ルター派教会（1814年憲法 第2条）
- アイスランド - ルター派教会（1944年憲法 第62条）
- フィンランド - ルター派教会、正教会（フィンランド正教会）
- ギリシア - 正教会（ギリシャ正教会）
- チュニジア - イスラム教
- サウジアラビア - イスラム教ワッハーブ派 基本統治法第1条で憲法はクルアーンおよびスンナであると規定
- エジプト - イスラム教、ただし宗教政党は禁止されている。
- スリランカ - 上座部仏教
- ブータン - 大乗仏教

分離型（厳格な分離）
- アメリカ合衆国
- フランス（ライシテ）
- トルコ（ライクリッキ）
- メキシコ
- エストニア
- スロヴァキア
- スロヴェニア
- ハンガリー（ハンガリー共和国憲法）
- 日本（日本国憲法第20条） - 戦後のみ政教分離型。戦前は国家神道が宗教でないとされ神道が事実上の国教であった。
- オーストラリア - 憲法第116条で信教の自由が保障、国教は禁止

コンコルダート型
- オランダ
- ルクセンブルク
- ドイツ（1949年基本法 第140条）
- オーストリア
- イタリア（1947年憲法 第7条、第8条）
- アイルランド（1937年憲法 第44条）
- スペイン（1978年憲法 第16条）
- ポルトガル（1976年憲法 第41条4項）

### 協約方式・寛容令方式・政教分離方式・国教制
また、別の類型としては、
- 国教制：特定の宗教の優位の公的承認を含む（中南米、アジア（仏教、イスラム教）、イギリス、スペイン）
- 協約方式(コンコルダート、政教条約)：国家と宗教とくにローマ・カトリック教会の関係を国家間の条約のように扱う(イタリア、ドイツ)
- 寛容令方式：優勢な宗教を尊重する(スイス、ベルギー、フランス、ブラジル)
- 政教分離方式（日本、アメリカ、メキシコ、フランス、トルコ、インド、韓国）

がある。ただし、現実には重複することもあり、完全に形式的に分類できない。

### その他（社会主義国など)
- ロシア帝国 - ロシア正教会を国教とし、1905年に勅令で正教以外の信仰の自由を容認した[16]。
- ソビエト連邦 - 政教分離を採用したが、教会の財産は没収し、また教会は法人格を剥奪され、信教の自由は保障されなかった[16][17][18]。ソ連は無神論という宗教に基づく政教一致であったともいわれ[17]、マルクス・レーニン主義以外の思想は許可しない無神論国家として宗教弾圧が行われた[16]。1920年代末までにローマ・カトリック布教区は消滅した[19]。ロシア正教会は、1930年代までに7万2千人〜7万7千人の司祭が処刑・投獄され[20]、ロシア正教会は組織としてはほとんど存在しなくなった[16]。また中央アジアではイスラム教が弾圧され、ムスリム宗務局によって統制された。政府に反抗的な宗教活動は禁固刑または強制労働または極刑とされ、宗教教育や聖書研究も禁止された[16]。スターリンは戦意昂揚のために政教和解の方針を取ったが、フルシチョフ政権は弾圧を再開した[16]。ゴルバチョフ政権は政教和解を申し入れ、1990年信教自由法でロシア史上初めて信教の自由が認められた（第3条)[16]。また「バチカン外交部」が開設された[19]。
- ロシア連邦 - ソビエト連邦の崩壊後の憲法(1993年)や宗教法(1997年)で、ロシアは世俗主義であるとされ、宗教団体と国家は分離され、信教の自由が保障された[16][19]。一方、正教は特別な役割を持つとされ、事実上の国教の位置を占め、キリスト教、イスラム教、仏教、ユダヤ教は伝統宗教であるとされた[16][19]。しかし、2002年に教皇ヨハネ・パウロ二世が布教組織を1917年以前に戻すと決定すると、正教会は反発し、ロシア外務省はバチカンに決定の取り消しを求め、カトリック司教のビザが没収され、再入国を禁止されるとともに各地でカトリック教会の建設が禁止された[19]。また公教育でロシア正教会は別格に扱われており[19][21]、正教会の教理が正規科目とされるなど、ロシアは「正教国家」に向かっているといわれる[19]。
- 中華人民共和国 - 中国共産党の党員が宗教を信仰することは禁止されているが、公民の信教の自由と無神論を宣伝する自由が中華人民共和国憲法で認められている(第36条、第46条)[22]。
- 朝鮮民主主義人民共和国 - 朝鮮民主主義人民共和国社会主義憲法第68条で、公民の信教の自由が保障されている。仏教寺院、キリスト教会などの他「統一協会」の施設があり、その建設・運営には国の制度上、国家指導部の大きな理解と援助なくして成立しえない。また、天道教青友党が存在し、儒教文化が深く根付いた社会でもある。一方で宗教文書を配布したとして外国人が罪に問われた例もあり、正確な実態は不明である。

### 厳格分離主義と不偏許容主義
政教分離には、国教の禁止が「規制原理」として働き、信教の自由が「構成原理」として働くという二面性がある。日本の憲法学では、政教分離は信教の自由を実現するための手段（制度的保障）であると言われる。アメリカ合衆国憲法修正第一条の条文にも規制原理と構成原理の両面が見られる。ジョン・ヴィッテは国教の禁止の側面を重視する立場を「厳格分離主義」、信教の自由の側面を重視する立場を「不偏許容主義」と呼んだ。

## 信教の自由と寛容
宗教改革で信教の自由が成立したといわれるが、ツヴィングリ派や他派の自由が認められたわけではなかった。その後の宗教戦争を経て、信教の自由が普遍的に相互承認されるようになり、それを政治的に保障するための制度としてヨーロッパにおいて政教分離制度が成立した。また、信教の自由を成り立たせているものは寛容の精神であり、寛容を制度化したものが政教分離であるとされる。
伊藤潔志は「政教分離の本質は、政教関係の有様ではなく、信教の自由が保障されていることにあるのである｡ したがって、政教分離は信教の自由を保障している国家における政教関係である」と解説する。一方で国家間の関係において「宗教対立を解消するための方向の一つとして、信教の自由を認めない国家に対して（信教の自由）を認めるよう働きかけていくこと」それ自体が信教の自由に反するという逆説に陥る可能性があり、政教分離を「普遍的な政治原則とみなすことが押しつけになる」可能性を述べ、寛容の精神の重要性を指摘する。

## 軍と宗教

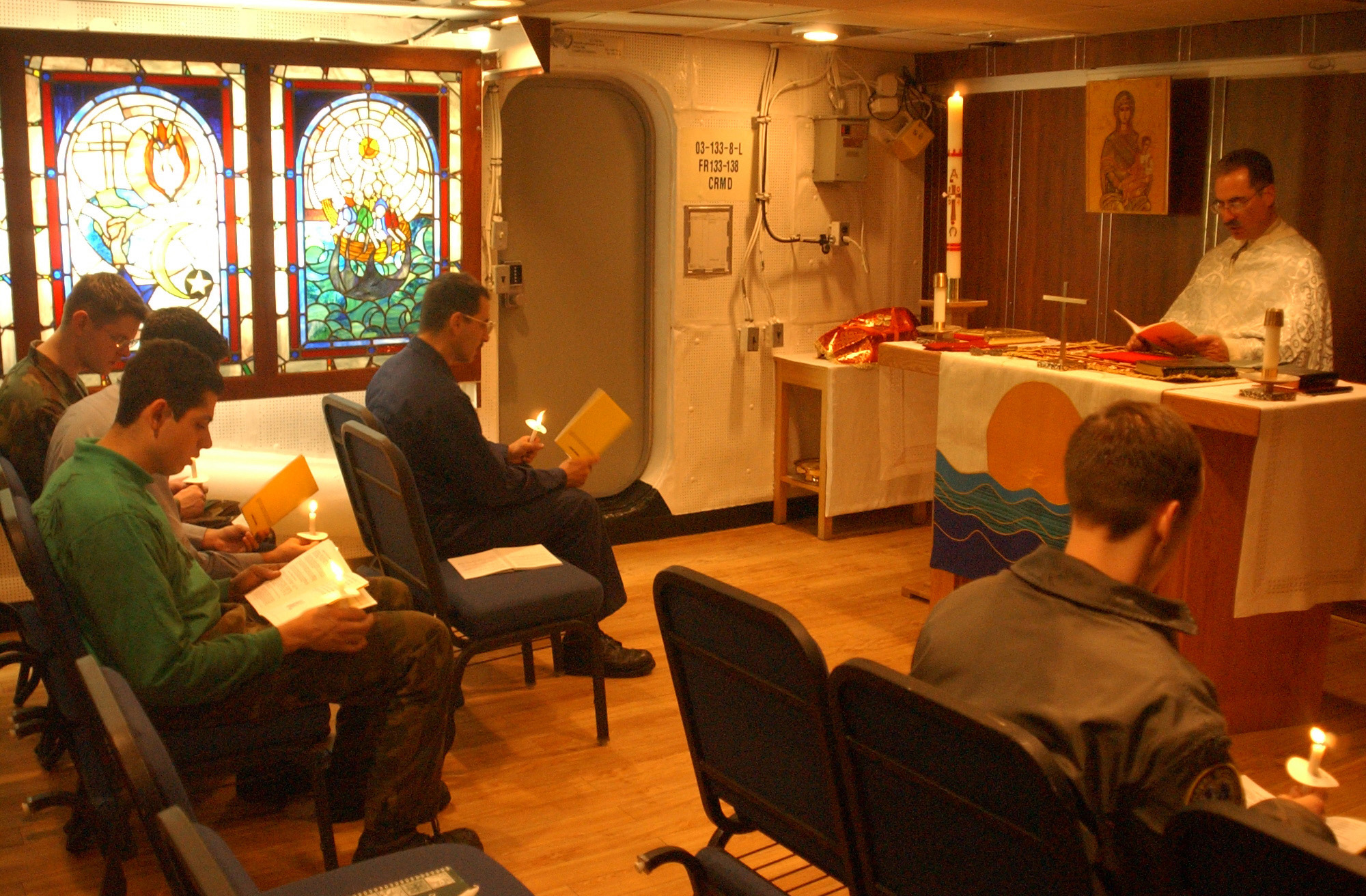
空母ハリー・S・トルーマン艦内で、復活大祭の聖体礼儀を司式する正教会の従軍司祭と、参祷する乗組員達（2004年4月11日）

キリスト教圏の国では政教分離を国制とした後も、軍隊で従軍聖職者を雇用している。厳格に分離しているアメリカやフランスでも、空母に礼拝所を設置したり宗教行事を執り行うことが容認されている。
自衛隊に宗教活動に従事する職種（兵科）は存在しないが、艦内神社の勧請や駐屯地への神棚設置、装備品のお祓いなど、防衛省が主導せず費用を負担しない神事が容認されている。

## 歴史
一般的な理解としては政教分離と信教の自由は、西欧においては16世紀の宗教戦争に端を発し、フランス革命で一応形が整う国家の世俗化の産物とされる。中山勉によれば、政教分離は「信教の自由のための制度的保障であり、単に政治と宗教が別次元で活動しているという状況、ないしはその主張を指すものではない」「あらゆる宗教の信教の自由を目的にしているか否かが、政教分離が存在しているかどうかの判断基準」となるとする。
962年にオットー1世がローマ教皇ヨハネス12世により「ローマ皇帝」に戴冠され、この神聖ローマ帝国以来ヨーロッパはキリスト教に統一された世界国家となり、最盛期に教会は莫大な土地を領有し、教皇の世俗的権力が強大となった。中世では国家と教会が密接に結合しており、公認の宗教以外は異端とされた。
叙任権闘争、宗教戦争、フランス革命の3つがヨーロッパにおける政教分離の展開における重要な画期となった。宗教改革や初期資本主義の進展によって、教会権力と国王権力が対立し、近世に国王権力は絶対君主制を樹立した。しかし、それも18世紀のフランス革命以降崩壊し、宗教的寛容と国家の宗教的中立の制度が広まった。
フランスでは1516年の政教条約によって国教制度がとられ、カトリックは特権的地位を与えられた。ナントの勅令後は 「寛容」が認められプロテスタントにも信仰の自由は認められていたが、1685年に廃止され、1789年まで国教制度が存続した。1789年のフランス人権宣言は第10条で「何人もその意見について、それがたとえ宗教上のものであっても、その表明が法律の確定した公序を乱すものでないかぎり、これについて不安をもたないようにされなければならない。」とカトリック以外の宗派を含む信教の自由を明記した。また、1792年9月20日には国民公会が、出生や結婚、死亡などの民事的身分の届け出を教会から自治体に変更し、結婚届けも民事婚にする法案を可決。さらに、西暦の廃止すなわち革命暦の採用、教会資産の国有化、修道会が運営していた寄宿制度（コレージュ）の廃止など革命政府はカトリック教会と対立した。しかし、聖職者世俗化法で「至高尊者」などの名の下にカトリックに代わる新たな公的祭祀が行われた。ナポレオンと教皇ピウス7世は、コンコルダ（政教条約）を締結し、カトリック中心の公認宗教制となった。このコンコルダ体制では、プロテスタント、ユダヤ教も認可したものの、カトリック国教制であった(1814年憲章、1830年憲章・1848年憲法)。その後、第三共和制のもとでは、修道会が廃止され、公教育機関の非宗教化と、教会と国家との分離がはかられた。フェリー法(1881年)では初等教育の非宗教性が定められ、ゴブレ法(1886年)では聖職者を初等教育から排除され現在のライシテへとつながっていく政策がとられ、1901年の結社法では、修道会設立を政府許可制にした。1904年、フランスとローマ教皇庁は外交断絶となるが、1905年には教会と国家の分離に関する法律 (Loi de séparation des Eglises et de l'Etat) が成立し、それまでの政教条約がフランス政府によって一方的に破棄された。
イングランドでは1534年にヘンリー8世によってイングランド国教会が成立した。エリザベス女王時代にはピューリタン（カルヴァン派）が国教会からカトリック色を一掃して教会改革を徹底するよう要求を繰り返した。ピューリタン革命前夜、議会派ピューリタンも、長老派（国王との妥協を模索し、国教会のなかで改革をする）と独立派（国教会から分離し、会衆教会を基本単位として教会純化を考える）、平等派（王制を廃止し、人民主権を達成しようとする）などの分離派（国教会からの分離を主張）に分裂した。クロムウェル政権は独立派の会衆派教会を優遇した。同じ分離派でもクエーカー教徒、平等派などは認められず、強く信教の自由を主張した。これらの人々はアメリカ、オランダなどへ亡命してのちに帰国する人も多く、信教の自由、政教分離への主張を強めていった。1660年の王政復古後、イングランド国教会は公定宗教として復活した。議会は1673年に審査律を制定し、公職に就くには国教会の信者でなければならないとの規定を行った。そうした中、信教の自由を求める運動は継続され、1689年の名誉革命に際して、「プロテスタント非国教徒を現行の諸刑罰から免除する法」（寛容法）が制定され、プロテスタントの非国教徒は信仰を理由に迫害されることはなくなった。しかし、1828年の審査律廃止まで公職に就くことはできなかった。また、カトリックも迫害されたが1801年のアイルランド併合の際に解放が約束され、オコンネルの運動による1829年のカトリック教徒解放令によって認められた。
政教分離を国制とした史上初の世俗国家はアメリカ合衆国である。1791年合衆国憲法修正第1条では国教の設置が禁止された。政教分離が選ばれたのは、啓蒙主義思想によるだけでなく、新国家がイギリスにおいて宗教的に迫害された人々による「合衆国」であり、異なった宗教的背景を持った人びとによって構成されていたためであった。しかし、州の独立性は強く、ニューヨーク州、メリーランド州、ノースカロライナ州、サウスカロライナ州、ジョージア州は監督派教会を、マサチューセッツ州、コネチカット州、ニューハンプシャー州は会衆派教会を当初は公定教会としていた。その後、修正第1条の精神が徐々に浸透し、各州における公定教会制度は廃止されていき、最も頑強にピューリタンの伝統が保持されたマサチューセッツ州においても1833年に公定教会は廃止された。
ローマ教皇ヨハネ23世は1963年に回勅「マーテル・エト・マギストラ」「パーチェム・イン・テリス」を出し、第2バチカン公会議からは現代世界憲章や「信教の自由に関する宣言」が出された。現代世界憲章26項では信教の自由に関する権利は人間の普遍的な権利と義務とされ、29項では万人の本質的平等が認められた。教会は世俗国家との対立図式を乗り越え、人類の未来のためのパートナーとして国家を意識するようになった。
現在、多くの国で、信教の自由を保障するための政教分離原則が人権宣言や憲法で保障されるようになっている。ただし、公定宗教は認められており、英国国教会、アメリカ合衆国大統領の就任式宣誓などは政教分離の原則違反にはならない。

## 各国における政治と宗教の関係

### アメリカ合衆国の政教分離
アメリカ合衆国憲法修正第1条は国教の樹立を禁じている。憲法修正第1条における政教分離原則の目的は、市民の宗教的自由の保護であるため、宗教の自由な活動は私的・公的領域において保障される。そのため、特定の宗教が政治に関わっても政教分離違反にならず、フランスに比べて、宗教が機能する場がかなり広い。
フランスでは政治と宗教が厳格に分離される(Separation of Religion and Politics)のに対して、アメリカでは政府と特定の宗教団体との分離(Separation of Church and State)である。アメリカにおいては、国家が特定の教会や教派のために公金を使ったり、特定の教会・教派の信者への優遇措置が違憲なのであり、多様な教会的伝統が国家形成に積極的に参与できるよう、特定の教派が突出した政治権力を行使できない枠組みを用意するという点に重点が置かれている。
アメリカではキリスト教的伝統は尊重され、アメリカの公的領域において一定の役割を果たすことは伝統的に是認されている。アメリカ合衆国ドルの紙幣・コインには"IN GOD WE TRUST（我々は神を信じる）"の文言が刻まれ印刷されているし、アメリカ合衆国議会には宣教師が専属している。
また、証言やアメリカ合衆国大統領などの公職就任の際に、宣誓もしくは確約 (en:Affirmation) が求められるが、このうち宣誓は神に対する誓いであり、神に言及しない確約はクエーカーなどの宣誓を禁ずる教派の信徒のために用意されたものである。ロバート・ニーリー・ベラーによれば、アメリカには、教会と明確に分化された高度に制度化された「市民宗教」が、アメリカ人の生活の枠組みに宗教的次元を付与しており、アメリカの最大公約数的な宗教がアメリカの公的領域で一定の役割を果たすことが伝統的に是認されている。
この市民宗教では、アメリカは神がイスラエルの民に与えると約束した「約束の地」「イスラエル」、アメリカ人は「選ばれた人々(選民)」、独立革命は「出エジプト」、独立宣言と憲法は「聖典」、ワシントンは「モーセ」、南北戦争とリンカーンの死はキリストの死と再生に結び付けられており、「世界の光明」であるアメリカを世界規模に拡大することが目指される。
森孝一はベラーの「市民宗教」を「見えざる国教」と意訳し、巡礼父祖（ピルグリム・ファーザーズ）のキリスト教と、建国父祖(ファウンディング・ファーザーズ)の啓蒙思想とが結合したものがアメリカの「見えざる国教」とする。独立宣言では、
と明記されるが、森孝一は「すべての人間は平等である」と非宗教的に表現することもできたが、キリスト教的な表現になったのは当時の大半の人々にとって自然であったからで、この状況は21世紀現在でも変わらず、アメリカの人口の90%がユダヤ・キリスト教的伝統の宗教を信仰している。
2001年にアメリカ同時多発テロ事件が発生して3日後の9月14日にはワシントン大聖堂で追悼礼拝が実施された。ワシントン大聖堂はイングランド国教会系統の聖公会に所属する教会であり、森孝一は政教分離の原則を犯しても国家統合を優先させたい意図があったとしている。追悼礼拝ではイスラームの聖職者、ユダヤ教の聖職者も招かれ、バクスター大聖堂牧師は「アブラハム、ムハンマド、そして私たちの主であるイエス・キリストの父なる神」と呼びかけ、ユダヤ教、キリスト教、イスラム教の3つのセム的一神教(アブラハムの宗教)が同じ一つの神を信仰する兄弟であるというメッセージがこめられた。ブッシュ大統領は、アメリカへの攻撃は、創造主がアメリカに与えた「自由と平等」という理想への攻撃であり、この理想はすべての人類の希望である、と演説で語った。
司法では、合衆国最高裁判所は1961年のTorcaso v. Watkins訴訟で連邦・州政府において宗教に関する質問、検査、査察などを違憲とした。1971年のレモン対カーツマン事件では、国家にゆるされる宗教的行為の条件として、政府の行為が適法で世俗的な目的をもつこと、宗教を助長または抑制しないこと、政府と宗教の過度の関係をもたらさないことの3要件を判示した。
2002年の「星条旗に対する宣誓」の中の「one Nation under God（神の下にある一つの国家）」という言葉に対する無神論者による訴訟において、サンフランシスコ第9連邦控訴裁判所は違憲と判決したが、連邦議会は圧倒的多数で反対決議し、世論調査では89%がこの言葉を残すべきであると答えた。
最高裁は2005年にマクリアリィ郡 v.アメリカ自由人権協会訴訟で、公共の場における他の宗教の文書なしの聖書のみの展示は違憲と判示した。同年、刑務所における無神論者の服役が議論できる集会についてのCutter v. Wilkinsonで無神論も宗教と同等の保護されるべき法益であると判示した。
マーティ、ピラード、リンダーらによれば現在のアメリカでは、大統領が超越的な価値基準から国家や国民の行為を評価するリンカーンのような「預言者型」から、国家自体が究極の基準となり大統領は国民に国家賛美を求める「司祭型」へ移行してきた。コールズは「預言者型」に「リベラルな市民宗教」を、「司祭型」に「保守的な市民宗教」が対応しているとする一方で、蓮見博昭は市民宗教が保守とリベラルに分裂して、国民統合のための装置として機能しなくなったと指摘している。
公立の学校が宗教性を帯びた教育をすることに対して連邦最高裁は厳格であり、進化論教育を禁じる州法、創造論教育を義務づける州法が違憲と判断された。これを受け、一部の親が子どもを宗教系の学校に通わせる動きがある。

### フランスの政教分離（ライシテ）
フランスの政教分離はライシテ (laïcité) の原則に基づく。ライシテとは国家の非宗教性、宗教的中立性の原則を意味するものであったが、1958年憲法では法の下の平等、差別の禁止、信条の尊重を含む概念へと強化され、法概念としては国家の非宗派性、教会と国家の分離などを含んでおり、あいまいさという柔軟性も持っている。カトリック教会のような特定の宗派を優遇も冷遇もするのでなく、諸宗派に対して中立的で平等な対応をとることを定めた制度である。奥山倫明によれば、ライシテは国家と宗教との関係を定めたものなので、これを日本の憲法学者の宮澤俊義が述べたような「国家があらゆる宗教から絶縁し、すべての宗教に対して中立的な立場に立つこと、すなわち、宗教を純然たる『わたくしごと』にすることが要請される」という厳しい分離を解釈していた意味で「政教分離」と呼ぶことは難しいと指摘している。
第三共和制のもとで修道会が廃止され、公教育機関の非宗教化と、教会と国家との分離がはかられた。フェリー教育相は1881年に公教育を無償化するとともに、初等教育の非宗教性が定められた（フェリー法）。1884年の憲法改正では議会開会の祈りは廃止された。1886年には初等教育の公立学校から聖職者が排除された（ゴブレ法）。ピエール=ワルデック=ルソーは1901年に修道会を政府認可制にした。1902年にエミール・コンブ首相はカトリック系学校約12,500校を閉鎖。これは教会財産の国家接収を意味し約3万人の修道士女が国外へ亡命した。1904年にルベ大統領がイタリア王ヴィットーリオ・エマヌエーレ3世を訪問するとローマ教皇庁はフランス政府と国交を断絶したが、1905年「教会と国家の分離に関する法律」(Loi de séparation des Eglises et de l'Etat) が成立し、それまでの政教条約がフランス政府によって一方的に破棄された。ただし、この1905年の教会国家分離法では自由な礼拝が保護され、さらに礼拝への公金支出禁止についての特例として学校の寄宿舎・病院・監獄・兵営には司祭の配置が認められており、厳密な国家と宗教との分離ではなかった。
ライシテが憲法に規定されたのは、1946年の第四共和制憲法である。1958年成立のフランス第五共和国憲法に引き継がれた。
ルソーが論じた市民宗教は第三共和政で禁止されたが、21世紀現在のライシテを「共和主義的市民宗教」とする指摘もある。ボベロはライシテが国民のアイデンティティとなって、「共和国の諸価値」と矛盾するイスラムの方に問題があるとするように、ここには「市民宗教」が持つ危険性が現れているという。現代では「異教徒を排除してはならない」という宗教的寛容が、イスラム教徒の移民問題で議論されているが、移民反対論者はかつてのようなレイシズム的な排外主義ではなくて、リベラルな価値観を受容しない人々を排除しようとしているとも指摘されている。

### ドイツの政教分離
ドイツでは宗教改革による対立を経てアウクスブルクの和議において、ルター派はカトリックと同等の権利を持ったが、同時に領邦教会制が成立した。領邦教会制では"cuius regio, eius religio”「一つの領邦に属する者のすべてが一つの領邦教会に属する」とされた。領邦教会司教が領邦君主であることもあり、世俗権力と宗教権力は密接な関係にある一方、カトリック教会も中世以来の世俗権力を有しており、トリアー、ケルン、マインツ大司は神聖ローマ帝国選帝侯でもあった。
1918年にドイツ帝国が崩壊しヴァイマル共和政となり、ヴァイマル憲法137条では「国の教会(Stasstskirche)は存在しない」と規定され、宗教団体設立の自由と宗教の自由も保障された。しかし、教会は引き続き公法上の社団とされ、教会税徴収権も有し(137条)、公立学校で宗教は正規科目とされる(149条)など、ヴァイマル憲法においていわゆる「政教分離」制度が採用されたわけではない。
ヴァイマル憲法の規定は1949年のドイツ基本法140条でも取り込まれ、ドイツ基本法4条では個人の信教の自由を保障する。しかし現在でも、宗教団体は「公法上の社団」の地位を与え、教会税の徴収も認められている。そのため、H.P.マルチュケは「ドイツ連邦共和国では国家と教会（カトリック教会と福音主義教会）の分離の原則が行われているが、それは宗教的に無色の国家が教会の公共活動に無関心な態度をとるというのではなく、国家が特定の教会と一体化して他の教会ないし宗教団体を排除することなしに教会の活動を支援することを許容するものである」と解説する。また宗教に関わる事項は、各ラントの権限に属し、連邦は権限を持たない。また、公立学校における宗教の授業は、憲法上の正規科目とされている（基本法第七条三項）。他面において、国家は、教会内の立法・裁判などに介入できない。
ドイツにおける国家と教会の関係は、カトリックとの関係では連邦と教皇庁の政教条約によって規律されている。なお、1933年にカトリック教会とナチス・ドイツとが締結したライヒスコンコルダートも現在も連邦では効力を有している。また、国家とドイツ福音主義教会(EKD)との関係では教会協定（教会条約）によって規律されており、教会条約は1955年のニーダーザクセン州のロックム条約以降ほとんどのラントで類似条約が締結されている。

### イタリアの政教分離
イタリアでは、1870年イタリア王国がローマを併合し、教皇国の処遇が問題となった。王国政府は1871年教皇保障法で、教皇は特別の主権者とされ、独自の衛兵を保持し、国による経費の負担が保障したが、聖座は一方的行為として受け入れなかった。王国憲章第1条ではカトリック教は国の唯一の宗教とされていたが、政権を掌握していた自由主義的政治家は、教会財産を没収するなど反カトリック政策を遂行していたことも背景にあった。決着をみたのは、1929年ムッソリーニのイタリア王国とローマ教皇庁のラテラノ条約で、第一条で「イタリアは、使徒伝承のローマのカトリック教は国の唯一の宗教である」とし、またバチカン市国を成立させた。1947年のイタリア共和国憲法第7条では「国家とカトリック教会は、各々その固有の領域において、独立かつ最高である。両者の関係は、ラテラノ協定により規律する」とラテラノ協定は継続する一方で、第8・19条では信教の自由が保障された。1984年のヴィッラ・マダーマ協約でラテラノ協定が改訂され、憲法7条の規定を削除し、国家の非宗教性を憲法原理とした。しかし、現在でもカトリック教会が頂点にあるとの指摘もあり、1990年代の納税申告での使徒指定制度では80パーセントがカトリック教会を選択していた。宗教教育では1859年のカザーティ法でカトリックを必須教育とする一方で非カトリック教徒の免除も認めていたが、1923年、ムッソリーニ政権でカトリック教育が必須科目とされた。1984年のヴィッラ・マダーマ協約ではカトリックがイタリア国民の歴史的財産の一部となっていることから学校におけるカトリック教育を引き続き保障するとする一方で宗教教育を受けることを選択する権利も保障された。ただし、公立学校に在籍する生徒の90パーセントがカトリック宗教教育を選択しているという。

### イギリスの公認宗教制度
イギリスにはイングランド国教会があり、日本のような意味での政教分離原則は採られてはおらず、広義での公認宗教制度をとる。イングランド教会は、国教会制定法を通じて議会によってコントロールされている。また、女王は国教会の主教任命権を有しており、国王はイングランド教会の「至上の支配者」である一方で国教会を信仰し、国王の戴冠式は国教会で執り行われる。イギリスには憲法が存在せず、信教の自由について憲法上の保障はないが、イギリスは、ヨーロッパ人権規約（1953年）の調印国であり、1998年の人権法によって、同規約を国内法の一部とし、人権規約9条の信教の自由に依拠して裁判所で適合か不適合かが判断される。大戦中の1944年、戦費による財政圧迫で義務教育の維持が困難となったため国教会とカトリックによる支援を求めて、教育法が制定された。1944年教育法では学校教育の中で宗教礼拝が規定された。1988年教育改革法では、宗教教育は基本カリキュラムの一部と位置づけられ、イギリスの宗教的な伝統が主としてキリスト教であるという事実を反映しなければならないと明確に定められた。なお、両親が子供に宗教教育を受けさせない権利を認められているが、公立学校での礼拝はキリスト教的なものでなければならないと定められている。

### オーストラリアの政教分離
オーストラリアはイギリスから独立しているが憲法上の国家元首はイギリス女王で、1867年カナダ憲法と同様に、連邦憲法では人権保障に関する条項がほとんどみられないが、自由権として第116条「国教を樹立し、宗教の遵奉を強制し、または自由な宗教活動を禁止するための法律を制定してはならない」で国教の禁止と信教の自由が規定されている。司法では私立の宗教学校に対する連邦の補助金支出は合憲。宗教的反戦家への兵役義務は合憲。第2次大戦中に、戦争遂行に不利益な団体として解散を命じた措置についての訴訟は、国家の目的が治安確保であり宗教禁止ではなかったため合憲と判示された。

### ロシア・ソ連の政教分離
ロシア帝国のピョートル1世は、モスクワ総主教座を廃止し、ロシア正教会を国教として聖務会院(シノド)が管理した。19世紀末のポベドノースツェフは、教会と国家の分離は宗教と道徳を崩壊するため国家と正教会の政教一致を主張した。
1905年ロシア第一革命後に皇帝ニコライ2世と内務大臣ブルイギンは信教の自由勅令を発し正教以外の信仰の自由を容認した。

#### ソビエト連邦
ロシア革命後のソビエト連邦は無神論国家として「反宗教」を国是とし、国家の宗教統制が徹底的に行われ、宗教信仰の自由はまったく認められなかった。ソ連では正統的マルクス・レーニン主義以外の思想は許可されなかったため、「真理の独占体制」とも呼ばれる。キリスト教のローマ・カトリック、ロシア正教会は弾圧と厳しい制限を受けて、一時は消滅した。イスラム教もムスリム宗務局によって統制された。
ロシアのローマ・カトリックは20世紀初頭にはロシアに50万人以上の教徒がいたが、1920年代末までにカトリック布教区は消滅した。
ロシア正教会も弾圧を受けた。ピョートル1世が廃止した総主教座を復活させてティーホンはモスクワ総主教に就任したが、ソビエト政権は土地に関する布告によって1890万エイカーの正教会の土地を没収し国有化した。1918年の国家と教会および教会と学校の分離に関する布告では、政教分離の原則を確立するとともに、教会から法人格と所有権を剥奪し、教会施設と教会資産は国有化された。ティーホンは1922年に逮捕収監され、翌年の裁判で反ソ的態度の放棄を誓った。
1922年6月1日に発効したソ連邦刑法では教会と国家との分離規定違反が定められた(第119 -125条、227条)。政府の法律へ反抗するために宗教的迷信の利用は禁固刑または強制労働、戦時の市民の兵役義務を妨げ煽動もしくは宣伝を行った場合は極刑とされた。また協同組合の設立、宗教団体の構成員への援助、児童への宗教教育や聖書や宗教書の研究も禁止され、小旅行や児童用の遊び場、図書館、読書室、サナトリウム、医療活動を組織することなども禁止された。またボリシェヴィキ党のエメリヤ ン・ヤロスラフスキーがソ連邦無神論者同盟を組織し、反宗教キャンペーンを展開した（1929年に戦闘的無神論者同盟に改組）。
ティーホンが生前指名していた総主教代理3名も逮捕された。逮捕されたセルギーは教会の消滅を恐れて1927年、ソヴィエト国家に対するロシア正教会の忠誠を誓約した。1929年、全64条から成る宗教団体に関する法律と宗教団体の権利と義務に関する内務人民委員部指令が発効し、宗教団体 は20 人制によって登録を厳しく制限され、また慈善活動や伝道活動も禁止され(第17条)、さらに人民委員会付属の信仰問題委員会が設置され正教会など宗教団体は国家の支配の下に置かれ、30年代にはロシア正教会は組織としてはほとんど存在しなくなった。革命後1930年代までに7万2千人〜7万7千人のロシア正教会司祭が処刑・投獄された。
しかし、1941年に独ソ戦が開始すると、スターリンは戦意昂揚のために政教和解の方針を取り、戦闘的無神論者同盟を解散したり、総主教制の復活を認めた。また、スターリン政権にとって反体制運動の温床となり得るキリスト教諸派をロシア正教会に吸収する狙いもあった。1943年にはソヴィエト人民委員会議付属ロシア正教会問題評議会が、1944年には正教会以外の宗教団体のための宗教信仰問題評議会が設置され、1966年に、ソ連邦閣僚会議付属宗教問題評議会として統合された。評議会議長は、帝政時代の宗務院総長さながら、「無神論国家の宗教大臣」の役割を担ったといわれる。フルシチョフ政権は苛烈な宗教攻撃を再開し、ロシア正教会は約一万の教会を失った。
1988年、ゴルバチョフはピーメン総主教に対してソヴィエトの教会弾圧について謝罪し、政教和解を申し入れ、1990年の信教の自由に関するロシア連邦共和国法においてロシア史上初めて信教の自由が認められた。同法は信教の自由を保障し（第3条)、宗教団体または無神論団体の国家からの分離、教育制度の世俗的性格など政教分離原則が明文化された(第5条)。ゴルバチョフはローマ法王とも会見し、バチカン外交部が開設され、1991年には暫定的な布教区が復活された。

#### ロシア連邦の政教関係

##### 1997年宗教法
1991年12月にソ連は崩壊した。ソ連崩壊とともに社会的混乱が生じて、カルト集団が大きな影響力を持つようになった。この頃から正教君主制の復活やロシア正教の国教化を説くロシア正教ナショナリズムが台頭していった。ロシア正教会は「事実上のロシア国教会」を自認し、外国からの宗教活動や宣教師の入国を制限するように政府に圧力をかけていった。
1993年6月、ロシア正教会の要望で、「非ロシア的・非伝統的」な宗教の登録を厳しく規制するゴルバチョフ宗教法改正法案が議会を承認したが、反対もあり廃案となった。
1993年12月12日に制定されたロシア連邦憲法でロシア連邦は世俗国家であり、宗教団体と国家は分離され（第14条）、信教の自由が保障された（第28条）。
1996年7月のロシア国家会議は新宗教法改正案を作成し、信教の自由の保障を原則としていたのに対して、ロシア正教会は「非ロシア的・非伝統的」な宗教の排除を求めた。1996年の調査ではロシア正教を肯定する国民は88%にのぼった。
1996年、エリツィン大統領就任式には総主教アレクシイ2世が最前列に並んだ。
1997年9月26日、エリツィン政権で「良心の自由（信教の自由）と宗教団体に関するロシア連邦法」 ( 宗教法 )が発効した。この1997年宗教法は、1990年の信教の自由に関するロシア・ソヴィエト連邦共和国法の改正作業の結果であり、またロシア正教会の意向を相当程度受け入れたものであった。前文で、ロシア連邦は世俗国家であるが、『ロシアの歴史、その精神性および文化の形成と発展における正教の特別な役割を認める』と謳われた。これによって、ロシア正教会は法制上も事実上の国教会の地位を確固たるものにした。また、それに続く前文でロシアの伝統的な諸宗教である「キリスト教、イスラム教、仏教、ユダヤ教、その他の宗教」に触れていることから、正教とこれらの宗教が伝統宗教として明文化されたとされる。良心の自由、信教の自由に対する権利（第3条）、公教育機関における教育の世俗的性格と宗教教育を受ける権利も保障され、世俗国家ロシアにおける国家の宗教的中立と宗教団体の政治的中立が明文化された(第4条)。一方で、国家登録を済ませ15年以上の存続を条件を満たさない宗教団体には法人格を与えないとし(第11条)、外国の宗教組織はロシアで宗教活動はできないとされた(第13条)。さらに、民族的・宗教的不和の煽動や、人間憎悪の煽動、家族崩壊の強制、自殺や医療拒否の勧誘、義務教育の妨害、財産の団体への譲渡の強制などの活動を禁止された。この宗教法の下、宗教組織のヒエラルキーが成立し、最上位を多数派正教とし、イスラム教、仏教、ユダヤ教、ローマ・カトリック、プロテスタント諸宗派までが伝統宗教であるとされ、その他の宗教セクトとして古儀式派、その他のプロテスタント、新宗教運動などが位置づけられた。このように1997年の宗教法は信教の自由よりも、宗教のヒエラルキーを強化しているため、ロシアは「正教国家」に向かっているとも指摘されている。この宗教法は欧米やローマ教皇から批判があったが、エリツィンはロシア憲法とこの宗教法は矛盾しているが、宗教を野放しにすると混乱を生み出すためにこの法を制定したと回顧している。
しかし、この宗教法以後も宗教団体へのロシア政府の扱いには問題が多く発生している。エホバの証人は正教徒7千万人、イスラム教徒900万人、仏教徒90万人に次いで、信徒数28万人に達するロシア第四の宗教団体であるが、エホバの証人に対して検察は団体登録取消訴訟を開始した（エホバの証人側が勝訴）。

##### ローマ教会と正教会
ローマ・カトリック教会問題もあり、2002年に教皇ヨハネ・パウロ二世がロシア布教組織を1917年以前の状態に戻すと決定し、モスクワに大司教区を置くとした。ロシアには11万人、外国人を含めて40万人のカトリック信徒がいる。この決定にロシア正教会は反発し、アレクシイ2世総主教はバチカンによるロシアでの宣教を拒否すると述べ、さらにロシア外務省はバチカンに決定の取り消しを求め、カトリック司教のビザが没収され、再入国を禁止された。テレビ番組「ロシアの家」はカトリックの侵略に対して行動を起こせと放映された。プスコフのカトリック教会は工事が停止され、アルタイ共和国ではカトリック大聖堂の建設が禁止された。また下院議会では、ロシアではカトリック教徒に対するいかなる迫害もないと明言され、カトリック問題の審議は拒否された。ロシアのカトリック大司教コンドルセービチは、カトリックへの迫害は違法であると是正を求めたが、下院総会ではローマ・カトリック教会は公式サイトで南サハリンとクリル諸島が「樺太」と表示されており、日本のロシアへの領土要求を意図的に煽っており、これはロシア連邦の統一を脅かすものであるため、ロシアにおけるカトリック教会の活動は禁止されなければならないと訴えられた。
しかし、2016年2月12日、ローマ教皇フランシスコとモスクワ総主教キリル1世はキューバで歴史上初の歴史的な和解をし、イスラーム過激派のISIL(イスラム国)を共同で非難した。

##### 公教育での宗教教育
このほか、公教育での宗教教育、特に正教会の勢力拡大が問題視されている。1999年にモスクワ総主教庁の提案で「世俗・宗教委員会」が教育省内に創設され、教育省と正教会総主教庁との協定が成立した。1990年代末各州で公立中学校に正教が正規科目として導入がはじまり、2002年には教育省と総主教庁の調整評議会が推薦する教科書『正教文化の基礎』による授業が開始された。こうした教育省の政策をリベラル派は脅威であるとして教科書の作者ボロジナは反ユダヤ主義であると糾弾し、裁判が行われた。ロシア軍には従軍聖職者制度が導入された。
2000年8月、ロシア正教会高位聖職者会議で、ロシア帝国最後の皇帝ニコライ2世とその家族を新致命者として列聖し、ソ連時代の殉教者が讃栄された。

##### プーチンと正教
ウラジーミル・プーチン大統領の「大国ロシアの復活」は、ロシア正教会にとっても歓迎すべき国家目標となった。
2012年3月、モスクワの救世主ハリストス大聖堂で、フェミニストパンク・ロック集団のプッシー・ライオットがプーチンを追い出すことを求める抗議行動を起こした。この事件によって、同年6月、信仰への侮辱を禁止する「信仰者の感覚擁護法」案が上院で批准したが、世論では意見が分かれた。
2013年7月、プーチン大統領はクレムリンにキリル総主教を受け入れ、ルーシがキリスト教を受け入れた988年を記念して「ルーシ受洗1025年」を祝った。2014年のクリミア併合は、「第二のローマ」であるコンスタンティノープル(現イスタンブール)を睥睨する位置にあり、ロシア正教の歴史的復権に連なるもので、「クリミアは新しいエルサレムである」とプーチンは力説した。1453年にオスマン帝国がコンスタンティノープルが陥落し、東ローマ帝国が滅亡して以来、モスクワは「聖なる第三のローマ」であるという「聖なるルーシ」信仰が生まれたが、そのことが背景にある。

## 日本の政教分離
江戸時代の日本では、幕府が仏教の寺社勢力に介入統制し支配に利用する方針が徹底され、仏教は民衆の教化のみ役割を担わされ宗論は厳しく制限された。儒教と神道の習慣は尊重され、神道のなかで論じられた廃仏論は明治初期の廃仏毀釈運動に影響を与えた。またキリスト教は厳しく弾圧された。

### 日本近代史における政教分離
ここでは法制史の立場から日本近代での政教分離について概説する。「祭政一致の制に復し天下の諸神社を神祇官に属す」とする慶応4年3月の太政官布告で神祇官再興が宣言された。村上重良によればこれは「政治と神を祭ることは一体であるという古代的観念」を掲げたものである。
1868年（明治元年）神仏分離令が出され、廃仏毀釈が起こる。また「五榜の掲示」にキリシタン禁制とあるのが確認される。1869年に設けられた公議所の議論で、神道の国教化路線が決定され、神道に関する神祇官は太政官から独立したが、1871年には神祇省に格下げされ1872年には神祇官が廃止され、教部省が新たに仏教・神道ともに管掌することとなった。国民を教化する職責として教導職制度が設置され、教導職の教育機関として大教院が設置された。しかし1872年、浄土真宗本願寺派の島地黙雷は三条教則批判建白書を提出し、1875年1月には真宗4派が大教院離脱を内示するなど紛糾し、同5月に大教院は解散した。
1874年には仏教・神道の中での宗派選択の自由が、1875年には信教の自由が保障された。1882年（明治15年）に内務省通達により、神社は宗教ではないとされた（神社非宗教論）。1889年(明治22年)、大日本帝国憲法第28条で「日本臣民ハ安寧秩序ヲ妨ケス及臣民タルノ義務ニ背カサル限ニ於テ信教ノ自由ヲ有ス」と記載された。
日露戦争時点では靖国信仰は薄いものだったとされる。しかし、昭和期に入って、日本国内で国粋主義・軍国主義が台頭すると、神道は日本固有の習俗として愛国心教育に利用され、神道以外の宗教に顕著な圧迫が加えられるようになった。神道以外の信仰を持つ生徒・学生であっても靖国神社への参拝を義務づけたため、1932年には上智大学の学生が靖国神社参拝を拒否するという事件（上智大生靖国神社参拝拒否事件）が発生した。これに対してカトリック教会は1936年『祖国に対する信者のつとめ』を出し、大日本帝国政府の方針にしたがうべきことを表明した。
第二次世界大戦後の1945年、GHQにより神道指令が出され、国家神道は廃止され、日本国憲法では政教分離が実現されている。

### 日本国憲法における政教分離
日本国憲法に「政教分離」の言葉はないが、根拠として日本国憲法第20条1項後段、3項ならびに第89条が挙げられる。
日本国憲法 第二〇条
一 信教の自由は、何人に対してもこれを保障する。いかなる宗教団体も、国から特権を受け、又は政治上の権力を行使してはならない。
三 国及びその機関は、宗教教育その他いかなる宗教的活動もしてはならない。
日本国憲法 第八九条
公金その他の公の財産は、宗教上の組織若しくは団体の使用、便宜若しくは維持のため、……これを支出し、又はその利用に供してはならない。
したがって、政教分離の具体的内容とは次の通りである。
- 国が宗教団体に特権を与えることの禁止 - 特定の宗教団体に特権を付与すること。宗教団体すべてに対し他の団体と区別して特権を与えること。
- 宗教団体が政治上の権力を行使することの禁止（「宗教団体の政治参加」を参照）。
- 国およびその機関が宗教的活動をすることの禁止 - 宗教の布教、教化、宣伝の活動、宗教上の祝典、儀式、行事など（「目的効果基準」を参照）。

上記の憲法規定は、宗教の関与を否定するものではなく、宗教団体が政治家や政治団体を支持したり、政治運動を行うことは憲法上認められている。
政教分離と信教の自由の関係につき、最高裁判所は津地鎮祭訴訟の判決で、「信教の自由を確実に実現するためには、単に信教の自由を無条件に保障するのみでは足りず、国家といかなる宗教との結びつきをも排除するため、政教分離規定を設ける必要性が大であつた」として、信教の自由と政教分離は目的と手段の関係にあり、個人の権利ではなく制度的保障（自由権本体を保障するために、権利とは別に一定の制度をあらかじめ憲法によって制定すること）であるとしている。これに対しては、信教の自由を侵していないという理由で政教分離の規定が縮小されてしまう可能性があり不適切であるという批判もある。
国家と分離される「宗教」については、信教の自由の場合と異なり、宗教だと考えられるものすべてを指すと考えることはできない とする立場が一般的であるが、この「宗教」の定義によって国家および地方公共団体が禁じられる「宗教的活動」のとらえ方には2つの説が生じる。
一つには「当該の行為の目的が宗教的意義をもち、その効果が宗教に対する援助、助長、促進、又は圧迫、干渉になるような行為」とする説である。津地鎮祭最高裁判例がその代表である。二つにはより厳格に「超自然的、超人間的本質（すなわち絶対者、造物主、至高の存在等、なかんずく神、仏、霊等）の存在を確信し、畏敬崇拝する心情と行為」や「祈祷、礼拝、儀式、祝典、行事等およそ宗教的信仰の表現である一切の行為を包括する概念」であるとする説がある。
この説に対しては、死者に対する哀悼、慰霊等の行事のすべてが含まれるのは非常識であるとする批判がある。
また、政教分離の対象は国家および地方公共団体である。判例によれば、護国神社などは私的な宗教団体であり、私人である隊友会が殉職自衛官を山口県護国神社に合祀申請しても国家は関係ないから政教分離の問題にはならなかった。
他方、国家権力主体としての性格を有する愛媛県が靖国神社に寄付金を納めるのは、国家と宗教の過度なかかわり合いを発生させるので、憲法20条に反し、許されなかった（愛媛県靖国神社玉串料訴訟）（「目的効果基準」も参照）。

### 神道の評価と目的効果基準

#### 歴史的経緯
大日本帝国憲法は第28条において「日本臣民ハ安寧秩序ヲ妨ケス及臣民タルノ義務ニ背カサル限ニ於テ信教ノ自由ヲ有ス」と定めた。この条項は天賦人権説を否定する立場から起草されていることが草案作成者である井上毅とヘルマン・ロエスレルとの間の往還書類で判明しており、政府が宗教の論争から自由であること、宗派の分裂が政治の分裂を招くことから政府は宗教を統一するよう介入すべきであること、正教と謬教に同等の権利を与えてはいけない、といった趣旨が含まれており、条文の表現はこの目的を踏まえあえて曖昧に記述する方針となった。一方で国家神道との関わりについては日中戦争以降の国家ファシズム期のように、国民および官吏に対する参拝の義務といった論理（解釈）は、法文の執筆時典においては確定的に含まれていたわけでは無かった。
この第28条は信教の自由、および“安寧秩序” “臣民の義務”という定義自体が不完全なもので、のちに神道は「神社は宗教にあらず」といって実質的に国教化され（国家神道）、神社への崇敬を臣民の義務として、神宮遙拝は日常化され、家庭や公共機関などに神札を祀ることが奨励された。これに反する宗教は弾圧を加えられることもあった（大本教、ひとのみち教団、創価教育学会、横浜ホーリネス教会、美濃ミッションなど）。
戦後日本における政教分離原則は、当時日本を占領していたアメリカを中心とする連合国総司令部 (GHQ) が、1945年（昭和20年）12月15日に日本国政府に対して神道を国家から分離するように命じた神道指令がその始まりである。そして、1946年1月1日の昭和天皇のいわゆる人間宣言に始まる一連の国家神道解体へとすすんでいった。憲法制定過程では 松本委員会案において、すでに神社の特典を廃止するとして記載されている（第二十八条）。

#### 目的効果基準
津地鎮祭訴訟において最高裁は、宗教は個人の内心にとどまらず外部的な社会現象（教育・福祉・文化・民族風習など）をともなうのが通常なので、「国家と宗教の完全な分離は、実際上不可能に近い」として、いわゆる「目的効果基準」に従って国の宗教的活動の違憲性を判断するべきと判示した。これは「行為の目的が宗教的意義をもち、その効果が宗教に対する援助、助長、促進又は圧迫、干渉等になる」か否かをもって、憲法第20条3項にいう「宗教的活動」に抵触するかどうかを判断するものである。
目的効果基準はアメリカのレモンテストに由来する。
箕面忠魂碑訴訟では、この目的効果基準にしたがって、忠魂碑の移転に関わる費用等を市が負担した行為が合憲とされた。また、愛媛県靖国神社玉串料訴訟では、同基準に従い、県知事が公費から靖国神社に玉串料を奉納した行為が違憲とされた。
なお、宗教的要素をもった文化財に対する補助金や、宗教系私立学校への助成金支出などもこの基準に照らして問題ないとされている。宗教系私立学校への公金支出については、学校教育法、私立学校法などにより公教育を担っていると位置付けられているという理由もある。

##### 判例の転換
なお、目的効果基準は、近年の判例上は必ずしも採用されていない。
例えば、砂川政教分離訴訟では北海道砂川市が市有地を神社に無償提供していた件につき、憲法第20条3項に触れず、目的効果基準についても言及していない。本判決は、その代わり、「当該宗教的施設の性格，当該土地が無償で当該施設の敷地としての用に供されるに至った経緯，当該無償提供の態様，これらに対する一般人の評価等，諸般の事情」の総合衡量により、市有地の無償提供を憲法第89条違反を理由として違憲と判断した。また、孔子廟訴訟の上告審判決は、憲法第20条3項違反の有無の判断においても、砂川政教分離訴訟の総合衡量を踏襲し、違憲の判断を下した。

### 靖国神社公式参拝の問題
政治と靖国神社の関係について、「特権付与の禁止」と「国の宗教活動の禁止」の視点から議論がなされてきている。
1985年8月14日に、政府は「内閣総理大臣その他の国務大臣がその資格で参拝することは、憲法第二十条第三項との関係で問題がある。断定はしていないが違憲ではないかとの疑いをなお否定できない」という従来の政府統一見解 を変更して、「正式な神式ではなく省略した拝礼によるものならば閣僚の公式参拝は政教分離には反しない」という見解を打ち出し、8月15日に中曽根康弘首相が靖国神社を公式参拝し供花代金として3万円の公費を支出した。この参拝について、仏教、キリスト教信者が中心となって、信教の自由、宗教的人格権、宗教的プライバシー権等の侵害を理由に損害賠償・慰謝料を求める訴訟を行った。福岡高裁（平成4年2月28日）判決は、靖国信仰を公認し押しつけたものとは言えず、信教の自由の侵害はない、としたが、傍論において公式参拝が制度的に継続的に行われれば違憲の疑いがあるとした。大阪高裁（平成4年7月30日）判決も、今回は具体的な権利侵害はないが、公式参拝自体は違憲の疑いが強いとした。
小泉純一郎首相も靖国神社を参拝したが「私的参拝」であるとして公費の支出もしなかった。千葉地裁（平成16年11月25日）判決、東京高裁（平成17年9月29日）判決は憲法判断を避け、原告の請求を棄却した。他方、福岡地裁（平成16年4月7日）判決と大阪高裁（平成17年9月30日）判決は原告の控訴を棄却したが、傍論で違憲に言及している。
また、岩手県靖国神社訴訟では、1962年から毎年岩手県議会が行っていた靖国神社への玉串料公費支出と県議会が総理大臣の靖国公式参拝を求める決議をしたことをめぐって住民訴訟が争われた。一審の盛岡地裁（昭和62年3月5日）判決は、社交儀礼であって政教分離に反しないとしたが、二審の仙台高裁（平成3年1月10日）判決は、特定の宗教団体への関心を呼び起こし、かつ靖国神社の宗教的活動を援助するもの」で政教分離に反するとした。
さらに愛媛県靖国神社玉串料訴訟では、愛媛県知事が靖国神社・県護国神社に玉串料を22回計16万6000円を公費支出していた事実を争った住民訴訟で、一審の松山地裁（平成元年3月17日）判決では「同神社の宗教活動を援助、助長、促進する効果を有するので、違憲」とした。二審の高松高裁（平成4年5月12日）判決は、金額も少なく社会的な儀礼の程度で、神道の深い宗教心に基づく行為ではないから合憲としたが、最高裁（平成9年4月2日）判決は、玉串料の奉納は県が特定宗教団体と意識的に特別な関係を持ったことになり、一般人に対して靖国神社は特別な宗教団体であるという印象を与えるので、目的効果基準に照らして違憲であるとした。
次は政治家の参拝が違反であるという意見と合憲であるという意見の例である。
日本の政治家による靖国神社への参拝は、この政教分離原則に反するという説
この政治家への徹底は不可能であるとの論に対し、
政治家は国の機関であり、同条3項の国の機関による宗教的活動に該当するという説
政治家が参拝すること自体が、間接的な靖国神社への特権となるという説
靖国神社とは東京招魂社であり、元々が国家的権威の元で主導されたものである。同時期に建立された明治神宮のように最初から別格の存在である。
また、新年に首相以下の閣僚がこぞって参拝する伊勢神宮に対しては同様の批判の声は比較して少ないことから、靖国神社に対する政治的意図を持った批判であるとされる。（靖国神社問題参照）

### 宗教団体の政治参加
宗教勢力と関連がある団体の政治参加について、「宗教団体の政治的権力の行使の禁止」と関わりが話題にのぼることがある。日本政府の見解 によれば宗教団体が政治的活動をすることに問題はないが、国民の間には忌避感があるという。
戦後日本の新宗教の政治活動は多くの場合、教団組織の拡大に伴って起こってきた。中野毅・井上順孝・梅津礼司（1990年）及び中野毅（1996年）によれば、1960年代の日本の宗教団体の政治への関わり方の類型として、単独の宗教団体が独自の政党を作った創価学会、新日本宗教団体連合会系の団体が自民党や民社党のリベラルな部分と結びついたタイプ、天皇復権などを謳う右派グループ、政治参加を否定する団体の4種類があった。1978年の朝日新聞社調査研究室の報告によれば、独自の政党を生んだ創価学会のタイプ、右派のイデオロギーが教義と一体化したタイプ（生長の家、世界救世教、世界平和統一家庭連合(統一協会、国際勝共連合)、キリストの幕屋、日本会議関係宗教団体など）、教義にイデオロギーが希薄なタイプ（新宗連加盟教団に見られる）、左派イデオロギーと教義が重なるタイプ（日本キリスト教協議会(NCC)加盟のキリスト教会やキリスト者政治連盟(キ政連)、平和を実現するキリスト者ネット(キリスト者平和ネット)など）、政治運動に関与しないタイプ（NCC非加盟のバプテストや救世軍、福音派、日本福音同盟(JEA)加盟のキリスト教会、エホバの証人など）の5種類に分かれる。1970年代に入ると「右派系の運動が非常に強く」なったと中野毅は1996年に述べ、生長の家、霊友会、世界救世教を例として挙げた。
また、世界平和統一家庭連合（統一協会）の創設者文鮮明によって作られた国際勝共連合 が政治活動を行っており、過去には生長の家政治連合なども政治活動を行っていた。

#### 宗教政党
現在、日本の宗教団体が設立に関与したり、あるいは支持母体とする政党は、以下の通りである。
- 公明党（創価学会）
- 幸福実現党（幸福の科学）

また、過去には、オウム真理教が設立に関わった真理党、和豊帯の会が母体となったなかよしの党(旧称・女性党)も存在した。

#### 学界の議論
学界の通説は、国家が宗教団体に政治上の権力を行使させてはならない、ということは、宗教団体を政治参加させてはならないという意味ではないとする。すなわち「政治上の権力」とは、国が独占すべき「統治権力(立法権、課税権、裁判権等)」のことを指す とするものである。
この説に対して、佐藤功は、宗教団体の政治参加を制限する立場から、国の統治的権力を宗教団体が行使するということは現代では考えられないので「政治上の権力」とは「政治上の権威とでもいうべき観念」であり、「政教分離の原則を明らかにするために宗教団体が政治的権威の機能を営んではならない」とする説を主張している。
この説には、世界の政教分離の態様は様々であり、例えばドイツには現に教会に租税徴収権が認められていることを留意すべきという反論、「政治的権威の機能」の意味が明確を欠き、疑問が残るという批判がある。
田上譲治は、「政治上の権力」を「積極的な政治活動によって政治に強い影響を与えること」ととらえ、その理由として「宗教団体の政治活動は他の政治団体と容易に妥協しない性格を持つから民主政治にそぐわない（趣意）」という説を主張している。一方、芦部信喜や橋本公亘は、宗教団体の政治活動の自由を制限したり禁止したりするのは宗教を理由に差別することになる、と主張している。
宗教団体・宗教団体構成員の政治活動・政党結成を制限することは、以下の複数の規定に抵触することになる。
1. 信条による差別全般を禁止した憲法第14条1項
2. 公務員の選定を「国民固有の権利」（=全ての国民に保障された権利）とした憲法第15条1項
3. 思想・良心の自由を保障した憲法第19条
4. 結社・言論の自由を保障した憲法第21条1項
5. 国政選挙における信条による差別を禁止した憲法第44条
6. 地方選挙権を「住民」に保障した憲法第93条2項

憲法第20条1項を厳しく解釈した結果それ以外の複数の条項に違反するのは明らかに不合理であるというのが通説的見解の根拠である。

#### 日本国憲法成立の経緯から
日本国憲法制定前の第90回帝国議会で憲法草案が審議されていた段階で、以下のような答弁があった。
- （松沢）「いかなる宗教団体も政治上の権力を行使してはならない」と書いているのであります。これは外国によくありますように、国教というような制度を我が国において認めない。こういう趣旨の規定でありまして、寺院やあるいは神社関係者が、特定の政党に加わり、政治上の権利を行使するということは差し支えがないと了解するのでありますが、いかがでございますか。
- （金森）宗教団体そのものが政党に加わるということがあり得るのかどうかは、にわかに断言できませぬけれども、政党としてその（注：宗教団体の）関係者が政治上の行動をするということを禁止する趣旨ではございませぬ。
- （松沢）我が国におきましてそういう例はございませぬが、たとえばカトリック党というような政党が出来まして、これが政治上の権利を行使するというような場合は、この（注：第20条の）規定に該当しないと了解してよろしゅうございますか。
- （金森）この「権力を行使する」というのは、政治上の運動をすることを直接に止めた意味ではないと思います。国から授けられて、正式な意味において政治上の権力を行使してはならぬ。そういう風に思っております[113]。

#### 最高裁判例から
宗教団体の政治活動に関する最高裁の判例はない。
津市地鎮祭事件判決（昭和52年7月13日）は、津市が行った地鎮祭という宗教的行為に関する事件である。ここでは
と述べて、政教分離原則は国家と宗教の分離を目指した規定である、とした上で
と、目的と現実を明確にした上で国家に許容される宗教的行為の基準として目的効果基準を打ち出している。
この判決に見られる政教分離の視点は、国家にいかなる宗教行事や宗教団体への介入が許されるかという、国家から宗教への視点であり、宗教からの政治への介入という視点ではない。

#### 内閣法制局の答弁から
内閣法制局は、
という見解を一貫して述べてきた。
2008年10月7日衆議院予算委員会で、民主党の菅直人の「90年にオウム真理教の麻原氏を党首とする真理党が結成され、25人が立候補した。多数を占め、政治権力を使って教えを広めようとしたら、憲法第20条の政教分離の原則に反すると考えるがどうか」との質問に対し、内閣法制局長官および首相が違憲と答弁したが、翌10月8日に長官は「誤解を与える結果となったとすれば誠に申し訳ない」と陳謝のうえ「菅委員の質問の場合は、宗教団体が「政治上の権力」を行使していることにはならないので、憲法第20条第1項後段違反の問題は生じない」との趣旨を再答弁した。
法制局は法的に憲法解釈の権限をあたえられているわけではないが（違憲立法審査権をもつのは最高裁である）、政府の公式見解である。ただし近年においては、与党関係者から、内閣内で憲法解釈を担ってきたことへの批判が生じており、その地位および解釈は必ずしも保証されているわけではない。

### 宗教法人に対する非課税・減税措置について
宗教法人に対する非課税・減税措置が「特権の付与」に当たるかどうかの議論がある。
憲法上の疑義があるという見解も存在しているが、宗教法人は公益法人に属し、その他の社会福祉法人や学校法人などの公益法人も免税されており、特に宗教法人だけが特権を付与されているわけではないので、合憲としている。
また、法人の内部留保金については、役員や職員への給与、賞与等（宗教法人を含む公益法人の職員への給与等は、他の法人同様、源泉徴収されている）以外の資産は、法の規定どおり、本来の公益(宗教)活動のほか、文化財の保護、伝統と慣習の承継等に使用が限定されている。
みなし寄附金制度
法人税法がいう儲けとは配当金のことであり、法人擬制説に立って我が国の税法は運用され、法人税法等では株主などの構成員へ分配することが出来る剰余金配当（配当金）や、残余財産分配（みなし配当）に法人税などを課税し、法人自体にではなく配当金を貰う個人へ税を課している。
宗教法人を含む公益法人は、本来の（宗教）活動とは別に駐車場貸しなどの収益事業を行っている場合は、その収益については、当然ながら法人所得税が課税されている。
しかしながら、その収益は法の規定で本来の公益活動へ使わなければならず、営利企業のように個人や株主に配当することは禁止されているので、その観点から税率は軽減されている。

### 憲法改正の動きとの関係
憲法改正論議では自民党などによって政教分離の緩和が検討されている。2005年10月28日に出された「自民党新憲法草案」が事実上の政教分離の緩和を目指しており、教育現場での神道教育の導入につながるのではないかという懸念がカトリック教会などから提示されている。成澤孝人は憲法調査会の議論にナショナリズムが現れていると批判した。恵泉バプテスト教会は「憲法改悪に反対する声明」を出した。

### 祭祀・お祭り・民俗宗教
皇室の執り行う大嘗祭について。平成14年（2002年）7月に最高裁判示によると大分県の平松知事らが大嘗祭関連儀式に公人として参列し、日当などが公費から支出された件について、目的・効果基準から合憲判断を示し（7月9日）、同7月11日には鹿児島県の土屋知事らについての同様の訴えについても合憲判断を示した。
神社の例大祭について。東京都世田谷区は、神社の祭に区幹部職員が参加して公費で玉串の奉納をしていたことを「憲法の政教分離の原則に疑念を生じさせる、不適切な行為であった」と認め、職員から公費の自主返納があったことが平成28年7月29日の区議会で報告された。この件に関する住民監査請求の勧告措置 への対応として、宗教法人等が行う祭礼に職員が公費で参加する場合は、宗教的色彩のある式典への参加はしないことになった。
宗教法人が開催する節分会追儺式について。真言宗智山派の大本山である高尾山薬王院が開催する節分会追儺式 に東京都主税局職員が職務命令で参加して電子申告制度の広報活動と称して護摩祈祷 と大本堂での豆まき後に、薬王院参道で「平成27年度 節分会追儺式 年男年女 修行者」として「八王子都税事務所長」と掲示が一年間あり、その様子を都税事務所が写真付き印刷物にして庁内および他の事務所で回覧させた事案について、東京高等裁判所は、護摩祈祷の間は職員は座布団に座っていたので受動的参加であり、豆をまけば電子申告制度の広報になる、薬王院の追儺式参加者の大多数は芸能人目当てで信仰心のある信徒はいないから世俗行事である、等の理由により政教分離に違反しないと判示した。
文化財保護や地域の民俗史に関わる重要な有形・無形財産の保持にしばしば政教分離原則が関わった。地域の「お祭り」については戦後すぐから伝統的行事としての祭事に公金が一切支出されなくなり各地で混乱が発生した。GHQ統治時代に緑風会議員の議員立法により成立した「文化財保護法」では、国家神道体制を助長するような要素は極力排除された。1975年の改定による「民俗文化財」の創設について無形民俗資料とされたものの多くは神社に関わる祭礼行事であり戦後憲法の「政教分離」に抵触しかねないものばかりであった。文化庁は1999年4月から「伝統文化を生かした地域おこし」プロジェクトや1992年交付の「地域伝統芸能等を活用した行事の実施による観光及び特定地域商工業の振興に関する法律」などから地域振興策としての「お祭り」を見直す方向にかじを切り、2000年11月には「ふるさと文化再興事業」として約20億円の予算配分がされた。

### 公教育と政教分離
教育現場にも政教分離がしばしば関わる。公立学校では、例えば「修学旅行で伊勢神宮に"参拝"する」との表現はせず「伊勢神宮を"見学"する」との表現を用いたりする。旧教育基本法第9条は宗教的情操をはぐくむ教育を禁止していると解すべきだとの立場があり、一方で文部省教育局長通達などでは「宗教的感情の芽生えを伸ばす教材」を盛り込むことを指示しており、1977年以降では「超自然的な存在」「人間の力を超えたものへの畏敬」の観念を示しそれにもとづく道徳教育を実施している。この点は法改正のさい議論の対象となり 平成18年12月22日施行の新法 では、宗教に関する一般的な教養は教育上尊重されるべきことを新たに規定された。